# Конвоиры

Эдди и Тони. Кадр из фильма

«Конвоиры» (англ. Chasers) — американский комедийный фильм 1994 года, режиссёр Деннис Хоппер.

## Сюжет
Эдди Дивейн, служащий на флоте в качестве складского интенданта, в последний день перед увольнением в запас получает приказ сопроводить в гарнизонную тюрьму опасного преступника, обвинённого в дезертирстве и избиении начальника — морского пехотинца Тони Джонсона. Дивейн прибывает на базу, где его ждёт опытный конвоир Рок Райли. Обаятельный, молодой пройдоха Дивейн, наворовавший и продавший за время службы товаров на 150 тысяч долларов — прямая противоположность Райли: грубому, честному и суровому служаке, поэтому отношения между ними с самого начала совсем не ладятся.
По прибытии на базу морпехов в Кэмп-Леджен выясняется, что Тони Джонсон — это молодая, привлекательная женщина, чьё имя было неверно записано, что и вызвало путаницу. При первой же встрече Эдди и Тони чувствуют симпатию друг к другу, что не вызывает одобрения Рока. Когда машина выезжает за пределы части, Тони просится в туалет. На заправке Тони пытается сбежать с помощью заранее подговорённой подруги, но неудачно. Через некоторое время Тони снова просится в туалет «по женским делам». На заправке Тони ухитряется бросить в бензобак тампон. Рок, стараясь следовать графику, сворачивает на заброшенную дорогу, чтобы срезать путь, но машина ломается, и всем троим приходится идти пешком в попытке найти ближайший населённый пункт. По пути троица попадает в глубокую яму на заброшенной шахте. Тони уговаривает всех дать ей выбраться наверх и спустить вниз верёвку из одежды. Решив сбежать, она не может мириться с угрызениями совести и возвращается, доставая конвоиров из ямы. Добравшись до городка Йемасси на автоэвакуаторе, они остаются на ночь в мотеле. Там пьяный Эдди, которого, как выясняется, обманул его сообщник со склада, забрав часть денег и дорогую машину, проводит ночь с соблазняющей его Тони, освободив её от наручников. Наутро Тони сбегает, но опять неудачно. Эдди, окончательно влюбившийся в Тони, отказывается везти её в тюрьму, ссорится и дерётся с Роком, но в итоге выполняет приказ. На следующий день, по дороге в аэропорт, машина новых конвоиров Тони ломается, но, по разработанному Роком плану, в качестве эвакуаторщика приезжает Эдди и, обманув конвоиров, спасает Тони.
Концовка показывает Эдди и Тони сидящими в баре на берегу океана в Мексике, а уволившийся в запас Рок по-дружески разговаривает с ними по телефону из своего дома в лесу.

## В ролях
- Том Беренджер — чиф-петти-офицер Рок Рейли
- Уильям МакНамара — старшина 2 класса Эдди Дивейн
- Эрика Элениак — энсин Тони Джонсон
- Криспин Гловер — матрос-рекрут Говард Финстер
- Мэттью Глэйв — Рори Блейнс
- Гранд Л. Буш — Вэнс Дули
- Дин Стоквелл — продавец Стиг
- Битти Шрэм — Фло
- Гэри Бьюзи — Бэнгер
- Сеймур Кэссел — мастер-чиф Богг
- Деннис Хоппер — торговец бельем Догги